# Vigilio Mario Olmi
Vigilio Mario Olmi (ur. 14 sierpnia 1927 w Coccaglio, zm. 25 stycznia 2019 w Brescii) – włoski duchowny rzymskokatolicki, w latach 1986–2003 biskup pomocniczy Brescii.

## Życiorys
Święcenia kapłańskie przyjął 25 czerwca 1950. 20 marca 1986 został mianowany biskupem pomocniczym Brescii ze stolicą tytularną Gunugus. Sakrę biskupią otrzymał 18 maja 1986. 25 marca 2003 przeszedł na emeryturę. Zmarł 25 stycznia 2019 w wieku 91 lat.